# Euphrasia chitrovoi
Euphrasia chitrovoi là loài thực vật có hoa thuộc họ Cỏ chổi. Loài này được Tzvelev mô tả khoa học đầu tiên năm 1980.